# Frederikssund község
Frederikssund község (dánul: Frederikssund Kommune) Dánia 98 községének (kommune, helyi önkormányzattal rendelkező közigazgatási egység) egyike. A Hovedstaden régióban található. Frederikssund község Allerød, Egedal, Roskilde, Lejre, Frederiksværk-Hundested és Hillerød községekkel határos. Lakosainak száma 45 439 fő (2021. január 1.).